# Piatra Alatîr
Piatra Alatîr (în rusă а́ла́тырь-ка́мен), numită și Muntele alb sau Muntele Alatîrului alb este o piatră mitică din folclorul medieval al slavilor orientali, considerată „părintele tuturor pietrelor” sau „piatra pietrelor”. Este de culoare albă, fierbinte, și păstrează sub ea întreaga forță a Universului, vindecând de orice boli pe cel care se așază pe ea.
Legendele nu cad de acord cu privire la localizarea pietrei. Uneori se spune că piatra se află pe insula Buian, lângă Pomul Universal, alteori pe malul Râului Coacăzelor, pe fundul mării sau la intrarea în Infern.
Piatra Alatîr apare într-una dintre legendele slave ale facerii lumii. După ce Rod a creat omul, le-a cerut celor două ajutoare ale sale să lovească în piatra Alatîr cu un ciocan fermecat. Loviturile lui Belobog au produs scântei de aur, pe care Rod le-a așezat în partea dreaptă a sufletului omului, acestea reprezentând pornirile pozitive. Din loviturile lui Cernobog au ieșit ciori și șerpi, așezați în partea stângă a sufletului uman ca sursă a tot ce este necurat.
Se spune de asemenea că Svarog, zeul suprem, a aruncat din cer piatra Alatîr pe care își scrisese poruncile către oameni pentru îndreptarea acestora.